# 迪亞曼蒂納高原
迪亞曼蒂納高原（葡萄牙語：Chapada Diamantina，[ʃaˈpadɐ d(ʒ)i.amɐ̃ˈt(ʃ)ĩnɐ]，葡萄牙语意为钻石高原）是巴西东北部巴伊亚州的一個高原，位於埃斯皮尼亞蘇山脈北部。面积约为38000平方公里，涵蓋58个市镇。該地地形屬於侵蚀地貌。

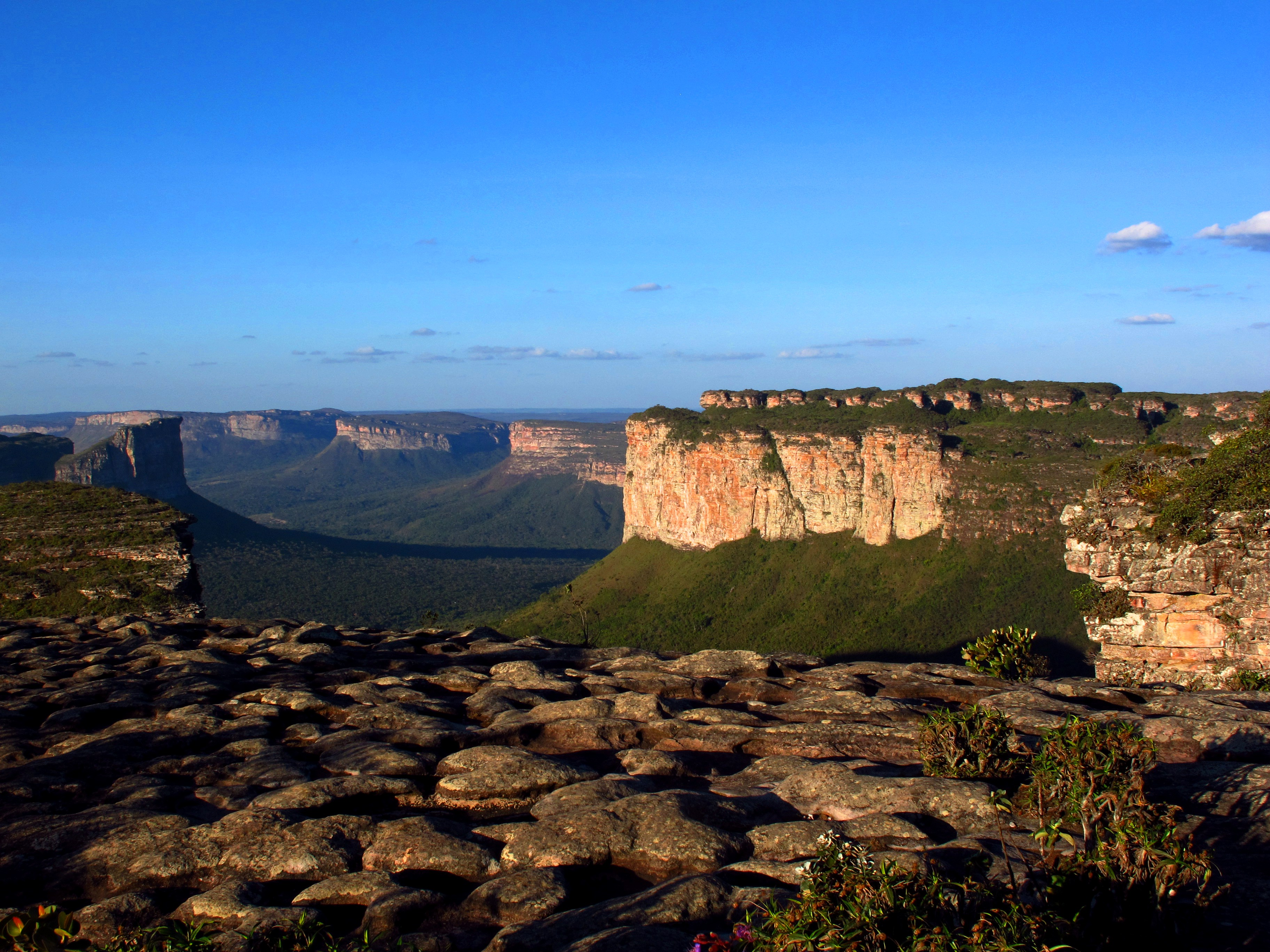
迪亞曼蒂納高原